# Loki Patera

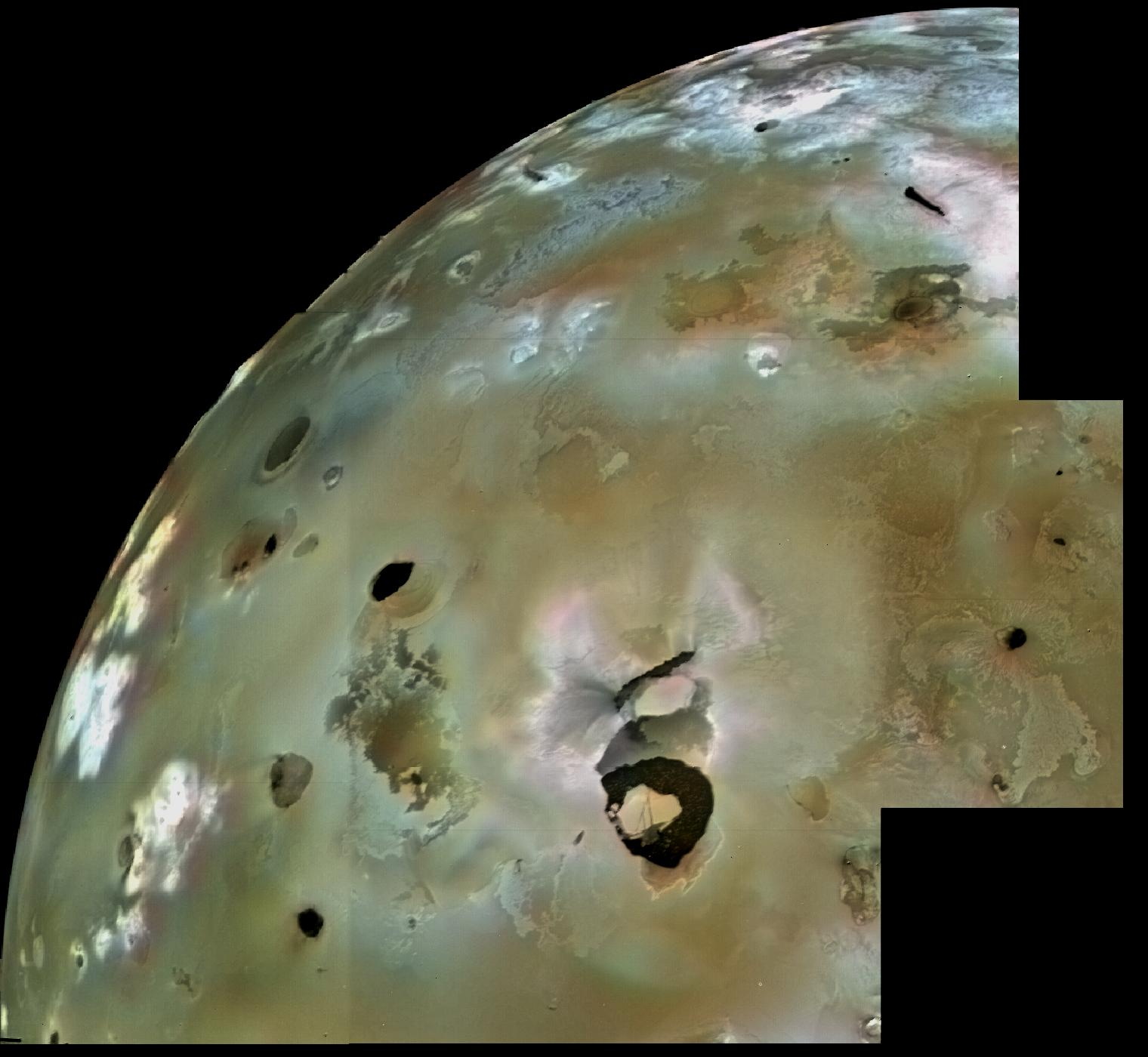
Observação da Voyager 1 de Loki Patera e fluxos de lava próximos e poços vulcânicos

Loki Patera é a maior depressão vulcânica na lua de Júpiter Io, com 202 quilômetros (126 milhas) de diâmetro. Ele contém um lago de lava ativo, com uma crosta episodicamente virada. O nível de atividade observado é semelhante a uma cordilheira meso-oceânica de expansão super rápida na Terra. Medições de temperatura de emissão térmica em Loki Patera feitas pela Voyager 1' - Infrared Interferometer Spectrometer and Radiometer (IRIS) foram consistentes com vulcanismo de enxofre.